# 天鹅湖
《天鹅湖》（俄语：Лебединое озеро）原为柴可夫斯基于1875年-1876年间为莫斯科帝国歌剧院所作的芭蕾舞剧，于1877年3月4日（俄罗斯旧历2月20日）在莫斯科大剧院首演，之后作曲家将原作改编成了在音乐会上演奏的《天鹅湖》组曲，组曲出版于1900年11月。而整部芭蕾的作品编号为OP.20。《天鹅湖》是世界上最有名的芭蕾舞剧，也是所有古典芭蕾舞团的保留剧目。

## 情节与剧本
在天鵝湖裡，劇本可以說是舉足輕重的。本來有兩個差别很大的天鵝湖版本。但通常它們会混合着上演。它們的不同在於對結局的處理。在第一個版本裡，王子齊格弗里德（Зигфрид）為幻象所惑，结局是喜劇式的。但在著名的聖彼得堡版本裡儘管結尾音樂是那麽悲悲愁愁的，最後的結局卻是大團圓。
剧本的原作者已不可考。其灵感可能来自一部1786年出版的童话集《德国民間童話》里面的一个叫《被盗的面纱》的故事，作者是卡尔·奥古斯都·姆赛斯。里面提到了离德国城市兹维考不远处有一个天鹅池塘，那有着一个关于天鹅少女的传说。当法师施法于天鹅的羽毛时，天鹅就会变成一位少女。而且这样的主题在许多其他童话里也出现过。特别是那位可怜的公主，只有一位王子的爱情才能救她。但是悲剧式的结局却是姆赛斯的首创，以前从没在别的童话中出现过。

### 情节
（角色名字均按俄语发音译出）。
- 第一幕

王子齐格弗里德（Зигфрид）在生日前夕，其母亲告诉他，已成年的齐格弗里德要在第二天选一位新娘。而到了晚上，王子去天鹅湖捕猎天鹅。 
- 第二幕

齐格弗里德遇上被罗特巴特（Ротбарт）施咒的公主奧傑塔（Одета）。她白天是天鹅，晚上却會化成一位少女。只有当某位男子真诚地爱上她时，她才能得救。齐格弗里德邀请她第二天晚上来参加舞会，并会向母亲表示，愿意娶奧傑塔为妻。
- 第三幕

各国的公主和使节都来出席齐格弗里德的生日宴会。罗特巴特也带着他的女儿奥吉莉亚（Одилия）来了。奥吉莉亚显示的是奥杰塔的形象，只是身着黑装。齐格弗里德被迷惑并与她缔结了婚约。当齐格弗里德意识到这一切的时候，大为震惊，并立即赶往天鹅湖。
- 第四幕

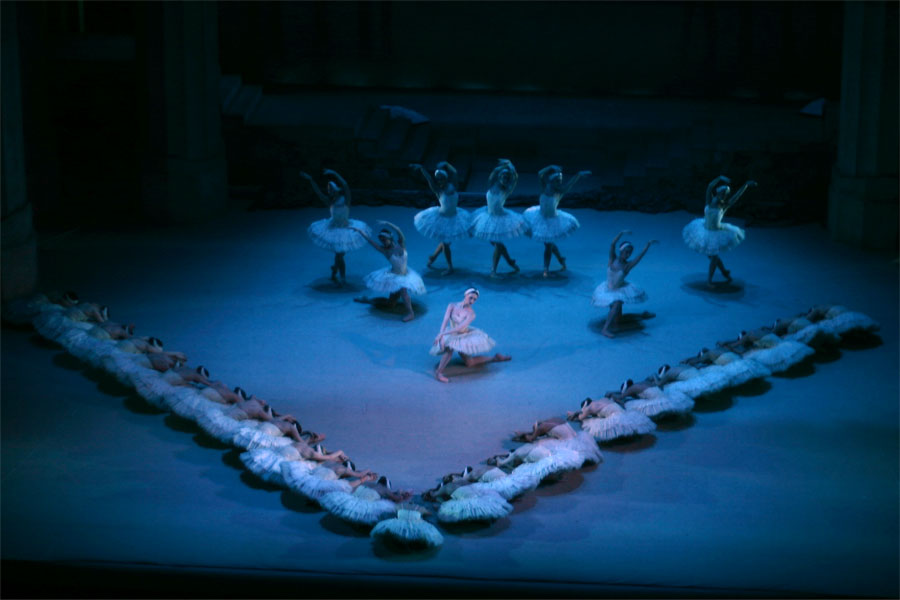
第四幕：奥杰塔与众天鹅

王子请求奥杰塔的宽恕，而奥杰塔也原谅了他。这时罗特巴特用魔法卷起大浪，要淹死齐格弗里德。奥杰塔为了救他纵身跃入湖内。根据导演编排的不同，结尾也不一样：或者是双双逝去形成悲剧式的结尾，或者是天鹅恢复人形，王子救起公主，爱情终于战胜了邪恶。

### 角色
除了技术上的要求外，天鹅湖对演员的要求是非常高的。特别是主角奥杰塔，除了舞蹈技术要高超外，还要一方面能柔情地演绎奥杰塔，另一方面要赋予邪恶的奥吉莉亚妖艳的气息。在意大利舞蹈家莱尼亚尼（Pierina Legnani，1863年-1923年）之后，还有安娜·巴甫洛娃（Анна Матвеевна Павлова），阿历珊达拉·达妮洛娃（Александра Данилова）和玛格·芳登（Margot Fonteyn）成功出演过这个角色。
扮演齐格弗里德的演员，应该能在发现骗局的刹那，那种从无忧无虑的恋人到愤怒激动的受害者的心理展现出来。约翰·克兰科在讲述剧本的戏剧张力时说道：王子是位受人喜爱的天之骄子，但他落入到了悲剧，他是人，不是天鵝，但他要独力把女芭蕾演员托起。戏剧结束了。

## 舞蹈与音乐
奥杰塔和奥吉莉亚通常是由同一位女芭蕾演员扮演的。这是古典芭蕾舞角色里面难度最高，而且强度最大的挑战之一。不但是因两个角色截然相反，而且舞蹈动作要求也非常严格。其中之一是第三幕裡一场景裡黑天鹅的32圈名為「揮鞭轉」的軸轉。这32圈揮鞭轉要求连续完成，整个过程腳尖的移动范围不能超过一条皮带围成的圈才為優秀的表演，這十分考验女演员的腿部力量。这32圈揮鞭轉是马林斯基剧院第一位首席女芭蕾舞演员莱尼亚尼的绝技。而这一高难度动作后来也作为天鹅湖里的一段重头戏。

## 历史

### 音乐
柴可夫斯基发表天鹅湖的同时还带上了他的第一部芭蕾，其实早前还有两部作品，柴可夫斯基还没完成就放弃了，而这两部作品的音乐也没有流传下来。其中之一是儿童芭蕾舞剧《天鹅湖》，柴可夫斯基可能从中提取了主导动机，除此之外人们对这部作品就一无所知了。
当柴可夫斯基写《天鹅湖》的时候，已是一位职业作曲家了：那时他已写有三部交响曲和三部歌剧，其中之一是《尤金·奥涅金》。 
1875年莫斯科剧院经理委托柴可夫斯基写一部芭蕾舞曲，报酬是800卢布。柴可夫斯基从1875年8月开始写作，直到1876年4月10日完稿。直到作曲家从自己的歌剧里面拿出了两段加进来之前，天鹅湖一直是一部全新的作品。

### 舞台演绎
《天鹅湖》于1877年2月20日（格里高利历则是3月4日）在莫斯科大剧院首演。导演是魏泽尔·尤利乌斯·莱辛格，首席女芭蕾舞演员是保利娜。原本预备当首席女演员的是当时Bolshoi剧团著名的芭蕾舞女舞蹈家安娜·索贝切斯卡亚）。但是安娜卷入当时一场纷争：一位政府高官控告安娜收受了自己的昂贵珠宝，却转头嫁给一位男芭蕾舞演员，并且还把珠宝卖掉换钱。由于这场纷争，安娜失去了天鹅湖首演的机会，保利娜临时替补，而她本身是饰演王后的角色，对Odette和Odile的舞蹈并不熟悉。
评论认为，演员缺乏排练准备，技术未到火候，布景差劲。而且首演也深为当时芭蕾界流弊所害。约翰·克兰科在斯图加特的演出小册子上写到当时的情况：……历史性事件被完完全全的抹杀了，作为国粹的芭蕾舞在不适合的地点，配着不适合的服装上演了……之后，作曲家还被要求，写些迎合大众的曲子，如波尔卡，加洛舞曲，华尔兹和玛祖卡……芭蕾舞教练为了使得舞蹈和乐队音乐的配合呈现出一种特别的对比，特意把全曲用高音小提琴试奏。而且首席女芭蕾舞演员如果对作品里面某一号曲子不满意的话，随手一划就删，根本就没有顾及到音乐的连续性。在这些流弊下，首演失败是意料中事。
1880年后，柴可夫斯基在国外的名声渐隆，但《天鹅湖》的演出还是反应平平。而且这些演出离作者原意越来越远。音乐评论家和莫斯科音乐学院校长尼古拉·德米特里耶维奇·喀什金在1896年他的回忆录里写到：往原作里加插乐段的行为变本加厉，最后，原曲只剩1/3，最多也不会过半，而其它都是加插的。
而目前最权威的《天鹅湖》版本是1895年二月17日/一月15日在圣彼得堡马林斯基剧院首演的，首席女演员是皮丽娜·莱亚纳尼。舞蹈编排由马利乌斯·皮提帕和刘·伊凡诺夫负责。后来的演出大多都以此版为蓝本。在彼得堡剧院经理伊万·亚历山大洛维奇·威瑟沃洛师斯基的委托下，柴可夫斯基的弟弟莫德斯特彻底修订了原谱。但演出还是反应平平。这还不算是作者的原稿。因为没有证据表明，柴可夫斯基本人有过修改原稿的打算。但是此版演出对后世影响至深。 
皮提帕自己也没有料想到此版以后会如此成功，也并未准备把该版本连演下去。他没有记下排练的步骤，而其对舞编的影响并未延续到自己的身后。1934年首次越过海峡到伦敦并且取得成功。而基洛夫版芭蕾则要到1969年才首次在西方上演。
芭蕾舞评论家克莱门·克利斯普认为，《天鹅湖》从那时开始，就不断地被重新研究，重新思考，重新编排，重新锤炼。演出时间首先是被拖长了，后来经过调整，再后来又普遍被缩短了，

## 其他演绎
- 著名的版本有乔治·巴兰奇（纽约），鲍尔迈斯特（莫斯科），奥日里可夫斯基（巴塞尔）和约翰·克兰科（斯图加特1972/73）。

- 1979年10月，全本的《天鵝湖》在台灣國父紀念館首演，演出由姚明麗古典芭蕾舞團擔任，台北市立交響樂團現場伴奏，聶光炎負責舞台和燈光設計。白天鵝由李淑惠飾演；黑天鵝由郭士玲和蘇明珠輪演；王子由王獻篪和宋台光輪演。[2]

- 最出名的新版本是约翰·乃奥迈尔的于2002年在汉堡首演的《天鹅湖插图》。

## 全曲录音版本
- 普列文指挥伦敦交响乐团（EMI）
- 小澤征爾指揮波士頓交響樂團（DG）
- 理查德·波寧吉指揮國家愛樂樂團（Decca）
- 沃尔夫冈·萨瓦利希指揮費城樂團（EMI）
- 夏尔·迪图瓦指揮蒙特利尔交响乐团（Decca）
- 叶夫尼·斯威特兰诺夫指挥苏联国家交响乐团（BMG）
- 弗拉基米尔·费多谢耶夫指挥苏联广播交响乐团（OLYMPIA）

## 軼事
在蘇聯時期，蘇聯中央電視台曾四次在重大突發事件播放《天鵝湖》墊片，直到政府為新聞定稿，才終止播放《天鵝湖》。 在1982年勃列日涅夫、1984年安德羅波夫、1985年契爾年科等蘇聯最高領導人去世時，電視台皆在訃聞發表前播放《天鵝湖》墊片。  在這種背景下使用《天鵝湖》的最後一個也是最常被引用的例子是1991年8月的蘇聯未遂政變，導致蘇聯解體。 
當俄羅斯獨立新聞頻道 Dozhd（也稱為“TV Rain”）因2022年俄羅斯入侵烏克蘭導致的審查法而被迫關閉時，該台選擇以《天鵝湖》結束其最後一期新聞廣播，以提及其在1991年的使用。 

## 参看
- 黑天鹅：2010年美国电影
- 胡桃夹子
- 睡美人
- 春之祭
- 吉赛尔

## 外部連接
- Tchaikovsky: Swan Lake - The Kirov Ballet（页面存档备份，存于）
- The complete ballet on YouTube（页面存档备份，存于）

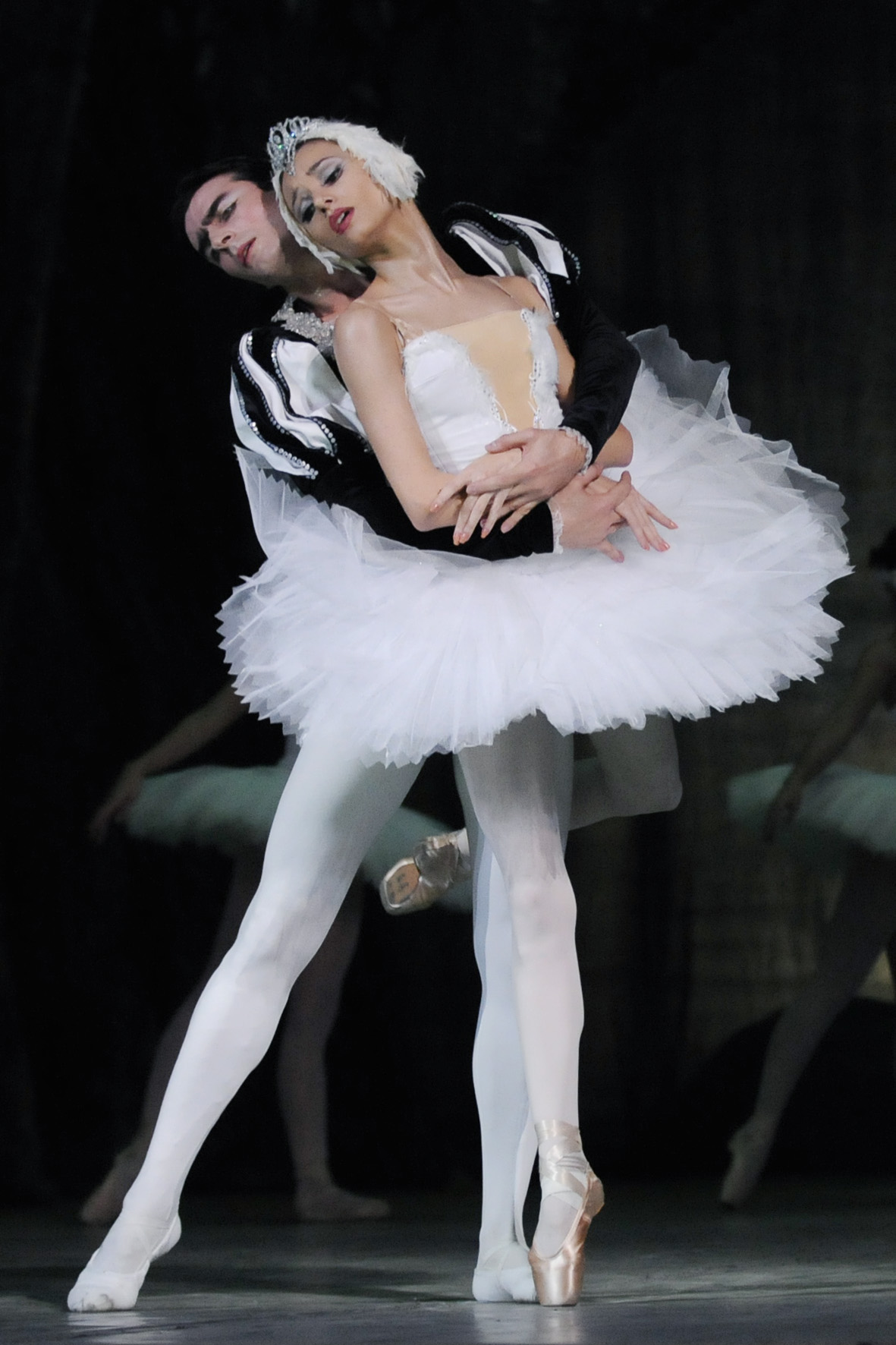
天鹅湖表演中的一幕

- П. Е. Вайдман «Лебединое озеро»（页面存档备份，存于）
- Либретто и описание музыкальных номеров（页面存档备份，存于）（俄文）
- Статья Ю. А. Слонимского о музыке балета (с сокращениями)（页面存档备份，存于）（俄文）